# Světový pohár v ledolezení 2013
Světový pohár v ledolezení 2013 se uskutečnil na přelomu ledna a února v pěti zemích v Asii a Evropě. Zahájen byl v lednu 2013 v Koreji prvním závodem Světového poháru v ledolezení v disciplínách ledolezení na obtížnost a rychlost, pod patronací Mezinárodní horolezecké federace UIAA. Mistrovství světa v ledolezení 2013 se konalo zároveň na závodech světového poháru v Rusku, obdobně Mistrovství Asie v Koreji, výsledky závodů se započítávaly do celkového hodnocení světového poháru. Mistrovství Světa juniorů v ledolezení 2013 pro závodníky ve věku 15-21 let se konalo V únoru.
Z Českých horolezců se nejlépe dařilo Lucii Hrozové v obtížnosti, kde skončila na celkově čtvrtém místě. V Saas-Fee získala bronzovou, v Bușteni zlatou a v Kirově bronzovou medaili.

## Přehledy závodů
| Kalendář závodů SP 2013 v ledolezení | Kalendář závodů SP 2013 v ledolezení | Kalendář závodů SP 2013 v ledolezení | Kalendář závodů SP 2013 v ledolezení | Kalendář závodů SP 2013 v ledolezení | Kalendář závodů SP 2013 v ledolezení | Kalendář závodů SP 2013 v ledolezení | Kalendář závodů SP 2013 v ledolezení |
| Datum                                | Místo                                | Země                                 | Web                                  | Počet závodníků                      | Počet závodníků                      | Počet zemí                           | Počet zemí                           |
| Datum                                | Místo                                | Země                                 | Web                                  | obtížnost                            | rychlost                             | obtížnost                            | rychlost                             |
| ------------------------------------ | ------------------------------------ | ------------------------------------ | ------------------------------------ | ------------------------------------ | ------------------------------------ | ------------------------------------ | ------------------------------------ |
| leden 2013                           | Čchongsong                           | Jižní Korea                          |                                      | x                                    | x                                    | x                                    | x                                    |
| leden 2013                           | Saas-Fee                             | Švýcarsko                            | Iceclimbingworldcup                  | x                                    | x                                    | x                                    | x                                    |
| leden 2013                           | Rabenstein                           | Itálie                               |                                      | x                                    | x                                    | x                                    | x                                    |
| leden 2013                           | Bușteni                              | Rumunsko                             |                                      | x                                    | x                                    | x                                    | x                                    |
| únor 2013                            | Kirov                                | Rusko                                |                                      | x                                    | x                                    | x                                    | x                                    |
| Celkem                               | 5                                    | 5                                    | Iceclimbingworldcup.org              | x                                    | x                                    | x                                    | x                                    |

### Muži
| 1.                      | Pak Hi-jong             | Jižní Korea             | 405 | 3. 65  | 2. 80  | 2. 80  | 1. 100 | 2. 80  |
| 2.                      | Maxim Tomilov           | Rusko                   | 398 | 17. 18 | 1. 100 | 1. 100 | 2. 80  | 1. 100 |
| 3.                      | Valentyn Sypavin        | Ukrajina                | 294 | 2. 80  | 3. 65  | 6. 47  | 6. 47  | 4. 55  |
|                         |                         |                         |     |        |        |        |        |        |
| 4.                      |                         | Rusko                   |     |        |        |        |        |        |
| 5.                      |                         | Rusko                   |     |        |        |        |        |        |
| 6.                      |                         | Rusko                   |     |        |        |        |        |        |
| 7.                      |                         | Rusko                   |     |        |        |        |        |        |
| 8.                      |                         | Rusko                   |     |        |        |        |        |        |
| 9.                      |                         | Rusko                   |     |        |        |        |        |        |
| 10.                     |                         | Rusko                   |     |        |        |        |        |        |
|                         |                         |                         |     |        |        |        |        |        |
| 34.-35.                 | Mirek Matějec           | Česko                   | 26  | 18. 16 | -      | 21. 10 | -      | -      |
| 38.-41.                 | Radek Lienerth          | Česko                   | 22  | -      | 15. 22 | -      | -      | -      |
| počet finalistů         |                         |                         |     |        |        |        |        |        |
| počet semifinalistů     |                         |                         |     |        |        |        |        |        |
| bodovaných závodníků    | bodovaných závodníků    | bodovaných závodníků    | 65  | 30     | 30     | 30     | 30     | 30     |
| celkový počet závodníků | celkový počet závodníků | celkový počet závodníků | –   |        |        |        |        |        |

| Výsledky SP v ledolezení na rychlost 2013 | Výsledky SP v ledolezení na rychlost 2013 | Výsledky SP v ledolezení na rychlost 2013 | Výsledky SP v ledolezení na rychlost 2013 | Výsledky SP v ledolezení na rychlost 2013 | Výsledky SP v ledolezení na rychlost 2013 | Výsledky SP v ledolezení na rychlost 2013 | Výsledky SP v ledolezení na rychlost 2013 | Výsledky SP v ledolezení na rychlost 2013 | Výsledky SP v ledolezení na rychlost 2013 |
| Pořadí                                    | Jméno                                     | Země                                      | Body                                      | Čchongsong                                | Saas-Fee                                  | Rabenstein                                | Bușteni                                   | Kirov                                     |                                           |
| ----------------------------------------- | ----------------------------------------- | ----------------------------------------- | ----------------------------------------- | ----------------------------------------- | ----------------------------------------- | ----------------------------------------- | ----------------------------------------- | ----------------------------------------- | ----------------------------------------- |
| 1.                                        | Jegor Trapeznikov                         | Rusko                                     | 310                                       | 7. 43                                     | 4. 55                                     | 3. 65                                     | 6. 47                                     | 1. 100                                    |                                           |
| 2.                                        | Ivan Spicyn                               | Rusko                                     | 306                                       | 10. 34                                    | 2. 80                                     | 6.47                                      | 2. 80                                     | 3. 65                                     |                                           |
| 3.                                        | Pavel Guljajev                            | Rusko                                     | 289                                       | 3. 65                                     | 12. 28                                    | 1. 100                                    | 3. 65                                     | 11. 31                                    |                                           |
|                                           |                                           |                                           |                                           |                                           |                                           |                                           |                                           |                                           |                                           |
| 4.                                        |                                           | Rusko                                     |                                           |                                           |                                           |                                           |                                           |                                           |                                           |
| 5.                                        |                                           | Rusko                                     |                                           |                                           |                                           |                                           |                                           |                                           |                                           |
| 6.                                        |                                           | Rusko                                     |                                           |                                           |                                           |                                           |                                           |                                           |                                           |
| 7.                                        |                                           | Rusko                                     |                                           |                                           |                                           |                                           |                                           |                                           |                                           |
| 8.                                        |                                           | Rusko                                     |                                           |                                           |                                           |                                           |                                           |                                           |                                           |
| 9.                                        |                                           | Rusko                                     |                                           |                                           |                                           |                                           |                                           |                                           |                                           |
| 10.                                       |                                           | Rusko                                     |                                           |                                           |                                           |                                           |                                           |                                           |                                           |
|                                           |                                           |                                           |                                           |                                           |                                           |                                           |                                           |                                           |                                           |
| 57.                                       | Mirek Matějec                             | Česko                                     | 6                                         | 25. 6                                     | –                                         | –                                         | –                                         | -                                         |                                           |
| počet finalistů                           | počet finalistů                           | počet finalistů                           | počet finalistů                           |                                           |                                           |                                           |                                           | 8/4                                       |                                           |
| počet semifinalistů                       | počet semifinalistů                       | počet semifinalistů                       | počet semifinalistů                       |                                           |                                           |                                           |                                           | 16                                        |                                           |
| bodovaných závodníků                      | bodovaných závodníků                      | bodovaných závodníků                      | 69                                        | 30                                        | 30                                        | 30                                        | 30                                        | 30                                        |                                           |
| celkový počet závodníků                   | celkový počet závodníků                   | celkový počet závodníků                   | –                                         |                                           |                                           |                                           |                                           |                                           |                                           |

### Ženy
| 1.                     | Marija Tolokoninová    | Rusko                  | 380              | 4. 55  | 1. 100 | 3. 65  | 2. 80  | 2. 80  |
| 2.                     | Angelika Rainer        | Itálie                 | 363              | 1. 100 | 2. 80  | 1. 100 | 7. 43  | 8. 40  |
| 3.                     | Sin Un-son             | Jižní Korea            | 340              | 3. 65  | 8. 40  | 2. 80  | 4. 55  | 1. 100 |
|                        |                        |                        |                  |        |        |        |        |        |
| 4.                     | Lucie Hrozová          | Česko                  | 328              | 5. 51  | 3. 65  | 6. 47  | 1. 100 | 3. 65  |
| 5.                     |                        | Rusko                  |                  |        |        |        |        |        |
| 6.                     |                        | Rusko                  |                  |        |        |        |        |        |
| 7.                     |                        | Rusko                  |                  |        |        |        |        |        |
| 8.                     |                        | Rusko                  |                  |        |        |        |        |        |
| 9.                     |                        | Rusko                  |                  |        |        |        |        |        |
| 10.                    |                        | Rusko                  |                  |        |        |        |        |        |
| počet finalistek       | počet finalistek       | počet finalistek       | počet finalistek |        |        |        |        | 8      |
| počet semifinalistek   |                        |                        |                  |        |        |        |        |        |
| bodovaných závodnic    | bodovaných závodnic    | bodovaných závodnic    | 53               | 30     | 27     | 26     | 22     | 28     |
| celkový počet závodnic | celkový počet závodnic | celkový počet závodnic | –                | x      | 27     | 26     | 22     | 28     |

| Výsledky SP v ledolezení na rychlost 2013 | Výsledky SP v ledolezení na rychlost 2013 | Výsledky SP v ledolezení na rychlost 2013 | Výsledky SP v ledolezení na rychlost 2013 | Výsledky SP v ledolezení na rychlost 2013 | Výsledky SP v ledolezení na rychlost 2013 | Výsledky SP v ledolezení na rychlost 2013 | Výsledky SP v ledolezení na rychlost 2013 | Výsledky SP v ledolezení na rychlost 2013 | Výsledky SP v ledolezení na rychlost 2013 |
| Pořadí                                    | Jméno                                     | Země                                      | Body                                      | Čchongsong                                | Saas-Fee                                  | Rabenstein                                | Bușteni                                   | Kirov                                     |                                           |
| ----------------------------------------- | ----------------------------------------- | ----------------------------------------- | ----------------------------------------- | ----------------------------------------- | ----------------------------------------- | ----------------------------------------- | ----------------------------------------- | ----------------------------------------- | ----------------------------------------- |
| 1.                                        | Julia Oleynikova                          | Rusko                                     | 348                                       | 2. 80                                     | 3. 65                                     | 2. 80                                     | 7. 43                                     | 2. 80                                     |                                           |
| 2.                                        | Mariam Filippovová                        | Rusko                                     | 340                                       | 4. 55                                     | 4. 55                                     | 3. 65                                     | 1. 100                                    | 3. 65                                     |                                           |
| 3.                                        | Jekatěrina Feoktistovová                  | Rusko                                     | 339                                       | 3. 65                                     | 7. 43                                     | 5. 51                                     | 2. 80                                     | 1. 100                                    |                                           |
|                                           |                                           |                                           |                                           |                                           |                                           |                                           |                                           |                                           |                                           |
| 4.                                        |                                           | Rusko                                     |                                           |                                           |                                           |                                           |                                           |                                           |                                           |
| 5.                                        |                                           | Rusko                                     |                                           |                                           |                                           |                                           |                                           |                                           |                                           |
| 6.                                        |                                           | Rusko                                     |                                           |                                           |                                           |                                           |                                           |                                           |                                           |
| 7.                                        |                                           | Rusko                                     |                                           |                                           |                                           |                                           |                                           |                                           |                                           |
| 8.                                        |                                           | Rusko                                     |                                           |                                           |                                           |                                           |                                           |                                           |                                           |
| 9.                                        |                                           | Rusko                                     |                                           |                                           |                                           |                                           |                                           |                                           |                                           |
| 10.                                       |                                           | Rusko                                     |                                           |                                           |                                           |                                           |                                           |                                           |                                           |
| počet finalistek                          | počet finalistek                          | počet finalistek                          | počet finalistek                          |                                           |                                           |                                           |                                           | 8/4                                       |                                           |
| počet semifinalistek                      | počet semifinalistek                      | počet semifinalistek                      | počet semifinalistek                      |                                           |                                           |                                           |                                           | 16                                        |                                           |
| bodovaných závodnic                       | bodovaných závodnic                       | bodovaných závodnic                       | 30                                        | 21                                        | 17                                        | 17                                        | 11                                        | 19                                        |                                           |
| celkový počet závodnic                    | celkový počet závodnic                    | celkový počet závodnic                    | –                                         | 21                                        | 17                                        | 17                                        | 11                                        | 19                                        |                                           |

### Čeští medailisté v jednotlivých závodech SP 2013
| Datum a Místo | Disciplína | Lezec/lezkyně | Zlato         | Stříbro | Bronz            |
| ------------- | ---------- | ------------- | ------------- | ------- | ---------------- |
| 2013 Saas-Fee | obtížnost  | Lucie Hrozová |               |         | Bronzová medaile |
| 2013 Bușteni  | obtížnost  | Lucie Hrozová | Zlatá medaile |         |                  |
| 2013 Kirov    | obtížnost  | Lucie Hrozová |               |         | Bronzová medaile |